# Nasr ibn Sayyar
Nasr ibn Sayyar al-Laythí al-Kinaní o, senzillament, Nasr ibn Sayyar fou el darrer governador omeia del Khurasan, representant dels mudarites.
Apareix esmentat el 705 fent campany a l'Oxus superior a les ordes de Salih, el germà del governador Qutayba ibn Múslim (705-715). El 724 lluitava a Fergana amb Múslim ibn Sad al-Kilabí i per uns anys va governar Balkh. A la mort del governador del Khurasan Àssad ibn Abd-Al·lah al-Qasrí fou nomenat pel càrrec pel califa (738) tot i que ja tenia 74 anys. Tenia el suport dels àrabs mukatila (àrabs instal·lats feia temps a la província) i dels mudarites o àrabs del nord perquè la seva esposa era d'aquest grup. Immediatament va establir un nou sistema de taxes a la província i el 739 va gravar amb el kharadj les propietats dels dihkans o senyor latifundistes perses acusats d'utilitzar la seva influència local contra els musulmans, tant si s'havien convertit com si no i els no musulmans (zoroastrians la major part) a més pagarien la djizya. Per una qüestió en el pagaments als soldats, es va produir una revolta de les milícies iemenites (els iemenites eren partidaris de l'anterior governador) a Merv liderada per l'azdita Juday ibn Ali al-Kirmani (un partidari dels muhallàbides) però fou sufocada i el seu cap empresonat a Merv que era la capital provincial. El 743 Nasr va fer presoner al cap alida Yahya ibn Ziyad al que va fer executar. Després del 743 i fins al 744 a la mort d'Hixam ibn Abd-al-Màlik, quatre omeies van arribar al califat i cadascun va pretendre imposar el seu candidat pel govern de la província però Nasr va refusar deixar el lloc. i Yazid III el va confirmar finalment i després altre cop Marwan II.
El 744 al-Kirmani es va escapar del seu captiveri a Merv i es va posar al capdavant de la revolta de les milícies iemenites. Poc després un altre rebel, cap dels tamimites, al-Harith ibn Suraydj, que s'havia refugiat abans del començament del govern de Nasr en territori turc més enllà de l'Oxus, va retornar per continuar la lluita amb el suport de tribus tamimites (745). Encara que al-Kirmani i Ibn Suraydj representaven interessos molt oposats, Nasr va tenir por d'una aliança estratègica dels dos homes i va convidar a Ibn Suraydj a Merv per negociar. Quan Ibn Suraydj es va presentar a Merw (746), havia obtingut el suport de molts grups tribals afins als tamimites i es va sentir fort per tractar d'apoderar-se de la ciutat; però les forces lleials van derrotar a les milícies d'Ibn Suraydj i el van expulsar de la ciutat i el seu lloctinent Jahm ibn Safwan va morir als combats. Però llavors es va produir el que Nasr temia: Ibn Suraydj es va aliar a al-Kirmani; les forces iemenites i tamimites es van presentar a Merv d'on Nasr i els mudarites es van retirar cap a Nixapur.
L'aliança entre Ibn Suraydj i al-Kirmani no podia durar. Els mateixos homes del primer es van separar del seu cap i Ibn Suraydj va haver de trencar amb al-Kirmani. Els dos grups van començar llavors la guerra i en els combats va morir Ibn Suraydj i al-Kirmani i els iemenites (que eren majoritaris a Merv) van emergir com a victoriosos. Mentre Nasr havia demanat ajut a Síria però el califa no li va poder facilitar cap exèrcit i el governador, a la vista dels esdeveniments, va decidir recuperar Merv sense ajut. Estaven els dos exèrcits cara a cara prop de Merv quan Juday al-Kirmani fou assassinat com a revenja per un fill d'al-Harith ibn Suraydj. Com a nou cap de la rebel·lió iemenita fou escollir el seu fill, Ali ibn al-Kirmani, el qual, a l'espera de consolidar la seva posició, va fer un pacte amb Nasr, que va permetre al governador tornar a entrar a Merv (agost del 747).
Aviat Ali es va sentir fort i va acusar Nasr d'haver instigat la mort del seu pare, reprenent la revolta. Les dues parts van demanar ajut al cap de la dawa abbàssida del Khurasan, Abu-Múslim. Aquest es va decantar pels iemenites (començament del 748) i poc després entrava a Merv. Nasr es va retirar a Nixapur, però el seu fill Tamim ibn Nasr fou derrotat a Tus i també la va haver d'abandonar cap a Kumis on es va reunir amb tropes sirianes enviades des d'Iraq per Yazid ibn Úmar ibn Hubayra, però les forces omeies foren derrotades pel general abbàssida Qàhtaba ibn Sàhib (agost del 748) prop de Rayy i Nasr va quedar assetjat a Kumis per Hàssan ibn Qàhtaba, fill del general. Finalment Nasr es va haver de retirar de Kumis cap a Hamadan, on va morir poc abans d'arribar, a la població de Sawa, el 9 de desembre del 748, quan tenia 85 anys.